# Mika Hannula
Mika Stefan Hannula, född 2 april 1979 i Huddinge, är en svensk före detta ishockeyspelare. Han har en svensk mor och en finländsk far. Han har finländska TPS som moderklubb.

## Spelarkarriär
Hannula draftades 2002 av Minnesota Wild i som klubbens nionde val, 269:e totalt. Under sin karriär har han spelat för fyra olika klubbar i Stockholmsområdet: AIK, Djurgården Hockey, Lidingö Vikings HC och Hammarby Hockey. Han gjorde även ett försök i USA men fick spela för AHL-laget Houston Aeros under säsongen 2003/2004.
Under semifinalen i VM 2006 i Riga, Lettland, mot Kanada cross-checkade Hannula den kanadensiske spelaren Sidney Crosby mot nacken och huvudet när Crosby firade ett mål han precis gjort. Hannula blev omedelbart avstängd i finalmatchen mot Tjeckien. Straffet förlängdes senare till att även gälla de första fyra matcherna i VM 2007 i Moskva, Ryssland, samt att han fick böta 5 000 euro (ca 45 000 kr).
Jönköpingslaget HV71 skrev treårskontrakt med Hannula 21 april 2005. Han spelade framgångsrikt med laget under säsongen 2005/2006 och hann med att spela 18 matcher för laget nästkommande säsong. 13 november 2006 meddelade HV71:s sportchef Fredrik Stillman genom lagets webbplats att Hannula tar en time-out från ishockeyn på grund av personliga skäl. En vecka senare noterades det att Hannula tränade med Stockholmslaget IF Vallentuna BK där även hans yngre bror spelar. Den 1 december 2006 meddelade HV71:s ordförande Hans-Göran Frick att klubben släpper Hannula och bryter hans kontrakt. Hannula skrev kontrakt med Lokomotiv Yaroslavl i den ryska superligan, vilket meddelades den 19 december 2006 på klubbens webbplats. Efter sin första säsong i den ryska ligan skrev han kontrakt på ett år med SKA S:t Petersburg. Kontraktet är värt ungefär sju miljoner svenska kronor efter skatt. I juni 2008 skrev han på för CSKA Moskva .

## Meriter
- Minnesota Wilds nionde val, 269:e totalt, i NHL-draften 2002
- Elitserien All Star Game 2002
- OS-guld 2006
- VM-guld 2006

## Klubbar
- TPS (moderklubb)
- AIK 1996/1997
- Lukko 1997/1998
- Djurgårdens IF 1997/1998
- Lidingö Vikings HC 1998/1999
- Hammarby IF 1999/2000
- Malmö Redhawks 2000/2001 - 2002/2003
- Houston Aeros 2003/2004
- Malmö Redhawks 2004/2005
- HV71 2005/2006 - 2006/2007
- Lokomotiv Jaroslavl 2006/2007
- SKA Sankt Petersburg 2007/2008
- CSKA Moskva 2008/2009
- Djurgårdens IF 2009/2010
- Salavat Julajev Ufa 2009/2010
- Metallurg Magnitogorsk 2010/2011
- Djurgårdens IF 2010/2011
- MoDo Hockey 2011/2012
- Esbo Blues 2011/2012 - 2012/2013
- HIFK 2012/2013
- Kölner Haie 2013/2014